# IV. Alexiosz trapezunti császár
IV. Alexiosz (1382. június 19. (előtt) – 1429. április 26.), görögül: Αλέξιος Δ΄ Μέγας Κομνηνός, grúzul: ალექსი IV დიდი კომნენოსი, ტრაპიზონის იმპერიის იმპერატორი, olaszul: Alessio IV Comneno, imperatore di Trebisonda, törökül: Trabzon imparatoru IV. Aleksios Megas Komnenos, latinul: Alexius IV Comnenus, imperator Trapezuntinus, trapezunti császár. A Komnénosz-házból származott. Crispo Florencia naxoszi hercegnő nagyapja és I. Katalin ciprusi királynő dédapja, valamint I. Iszmáíl perzsa sah ükapja.

## Élete

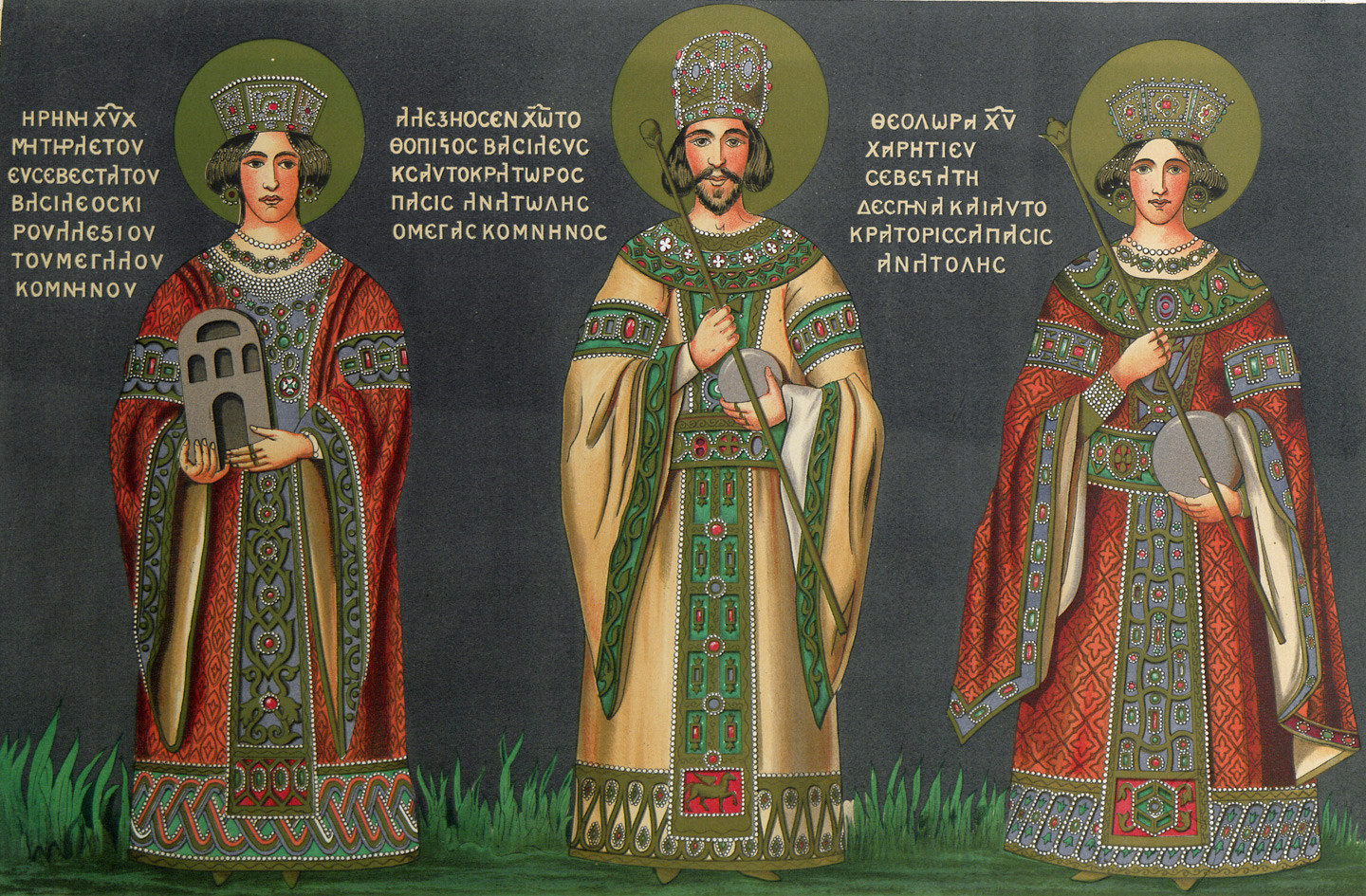
III. Alexiosz trapezunti császár az anyjával, Trapezunti Irén anyacsászárnéval (balra) és a feleségével, Kantakuzénosz Teodóra császárnéval (jobbra) egy trapezunti freskón, Kızlar Manastırı, Panagia Theoszkepasztosz kolostor

Apja III. (Komnénosz) Manuél trapezunti császár édesanyja Bagrationi Eudokia/Gulkan(-Hatun(i)) (Gülhan) grúz királyi hercegnő, IX. Dávid grúz király és Dzsakeli Szinduhtar szamchei (meszheti) hercegnő lánya.
A dédanyja, Trapezunti Irén, I. Baszileiosz trapezunti császárnak a korábbi ágyasából bigámia révén lett második felesége még megérte a születését, és részt vett a keresztelőjén 1382. június 19-én.
A bizánci–grúz házassági kapcsolatok hosszú időre nyúlnak vissza, hiszen a szomszédság mellett az is döntő tényező volt ebben, hogy a Grúz Királyság is a bizánci rítusú ortodox kereszténységet követte. 1204-ben pedig, mikor Konstantinápolyt a IV. keresztes hadjáratban a nyugatiak elfoglalták, a Bizánci Birodalom több részre hullott szét, és I. Tamar grúz királynő támogatásával megalakult a grúz vazallus bizánci utódállam, a Trapezunti Császárság. Ezután Grúzia mongol meghódításáig Trapezunt Grúzia fiókállama volt, de később is megmaradtak a jó kapcsolatok köztük, és ezt sok esetben házasságokkal is megpecsételték. 

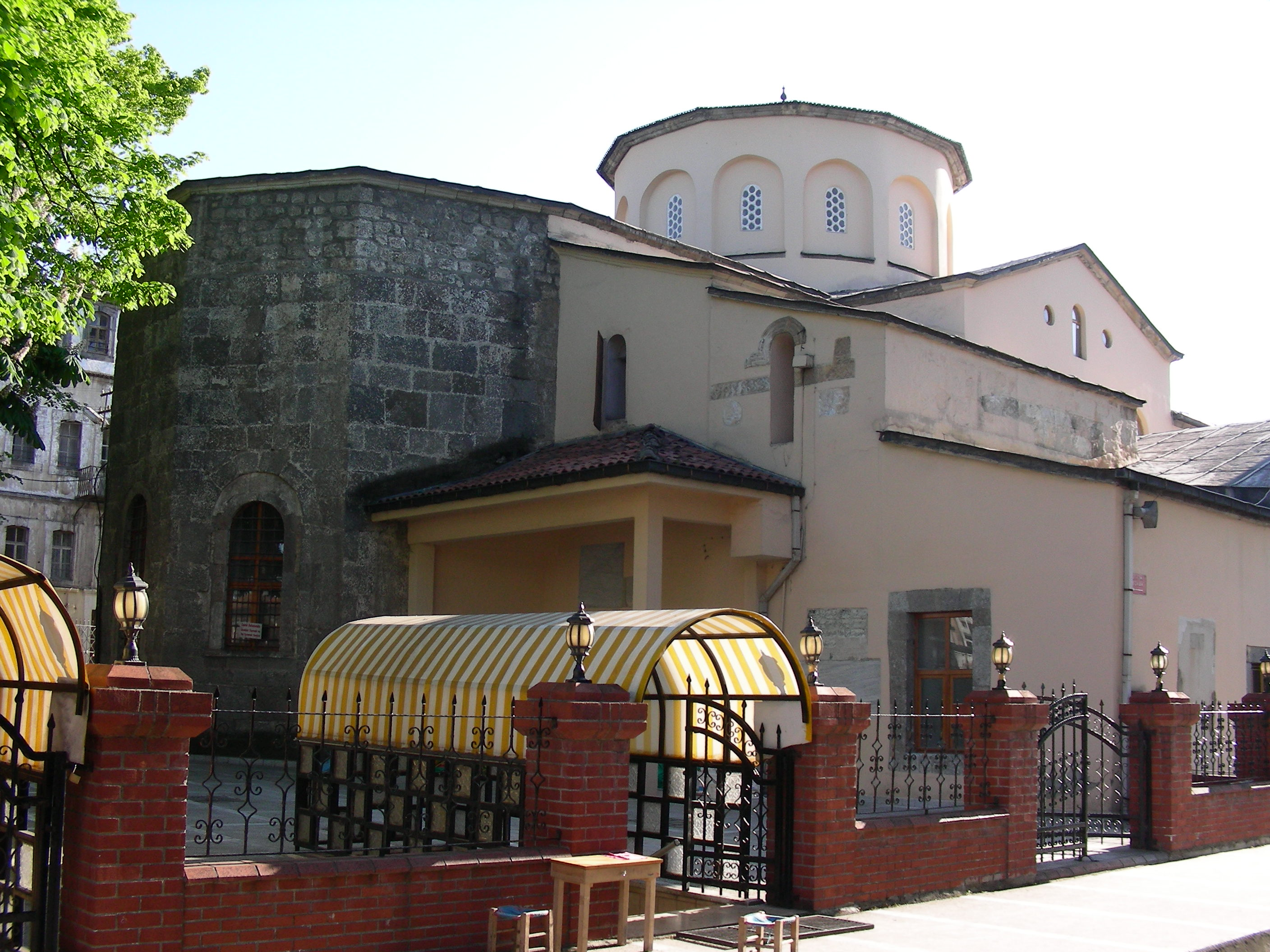
Az egykori Panagia Khrüszokephalosz (Aranyfejű Szűz) templom Trapezuntban, ma Fatih dzsámi, Törökország.

III. Alexiosz (1337/38–1390) trapezunti császár (ur.: 1349–1390) és V. (Nagy) Bagrat (?–1393/5) grúz király (ur.: 1360–1393/5) kettős házasságot hozott tető alá a két állam és a két dinasztia: a Komnénosz-ház és a Bagrationi-ház között. 
1367 júniusában az 1366-ban megözvegyült V. Bagrat feleségül vette III. Alexiosz legidősebb lányát, Anna (1357–1406 után) hercegnőt, majd pedig V. Bagrat húgát, Gulkan hercegnőt először eljegyezték Komnénosz Andronikosszal (1355–1376), III. Alexiosz trapezunti császár házasságon kívül született fiával, aki azonban 1377. március 14-én meghalt. Majd ezután Gulkant Andronikosz öccsével, a trapezunti trónörökössel, Komnénosz Mánuel herceggel, III. Alexiosz és Kantakuzénosz Teodóra császárné másodszülött fiával jegyezték el, akivel 1377. szeptember 6-án vagy 1379. október 6-án házasodtak össze Trapezuntban. Ezzel a kettős házassági politika sikeresen megvalósult. Gulkan grúz királyi hercegnő pedig a házasságával felvette az Eudokia nevet. 
1390. március 20-án meghalt III. Alexiosz trapezunti császár, és fia trónra lépett III. Manuél néven. Ettől kezdve Eudokia automatikusan császárnéi címet viselt, és az anyósa, Kantakuzénosz Teodóra lett ekkor az anyacsászárné. Ekkortól a két szomszédos uralkodó, III. Mánuel és V. Bagrat kölcsönösen sógori viszonyba került: III. Manuél felesége, Eudokia császárné V. Bagrat húga, míg V. Bagrat felesége, Anna királyné III. Manuél nővére volt. A kettős házasság az utódlásban is sikeres volt, hiszen mindkét frigy fiúutódok tekintetében szerencsés volt, bár V. Bagratnak már volt egy fia az előző házasságból, és Eudokia 1382. június 19-én világra hozta egyetlen gyermekét, a későbbi IV. Alexioszt. Eudokia császárné 1395. május 2-án vagy 5-én hunyt el, majd özvegye még ugyanebben az évben feleségül vette Philanthrópénosz Anna úrnőt, Manuél Philanthrópénosz kaisar (caesar) lányát, aki II. Manuél bizánci császár magyarországi követe volt 1395/6-ban és 1420-ban.

## Gyermekei
- Feleségétől, Kantakuzénosz Teodóra (1382 körül–1426) bizánci úrnőtől, 6 gyermek:
  - Teodóra (Deszpina Hatun) (?–1435 után), férje Kara Jülük Oszmán (1350/56–1435), a Fehér Ürü kánja (emírje), (?) 1 leány
  - Eudokia (Valenza),[2] férje Nicolò/Niccolò Crispo (1392–1450), a Naxoszi Hercegség régense, 10 gyermek, többek között:
    - II. (Crispo) Ferenc (1417–1463), Naxosz uralkodó hercege, 1 felesége Guglielma Zeno, 3 gyermek, 2. felesége Petronilla Bembo, nem születtek újabb gyermekei, összesen 3 gyermek
    - Crispo Florencia (1422–1501), férje Marco Cornaro (1406–1479) velencei patrícius, Marco Cornaro velencei dózse dédunokája, 8 gyermek, többek között:
      - I. (Cornaro) Katalin (Caterina) (1454–1510) ciprusi királynő (ur.: 1474–1489), férje II. (Fattyú) Jakab (1438–1473) ciprusi király, 1 fiú:
        - III. (Lusignan) Jakab (Famagusta, 1473. augusztus 28. – Famagusta, 1474. augusztus 26.), apja halála után született, III. Jakab néven a születésétől a haláláig Ciprus királya

    - Crispo Jolán (Violante) (1427–?), férje Caterino Zeno (1421/35/43–1490 körül), velencei diplomata, követ, 2 fiú

  - János (1403 körül–1460), 1429-től IV. János néven trapezunti császár, 1. felesége Bagrationi N., I. Sándor grúz király lánya, gyermekei nem születtek, 2. felesége Sajbánida N., Devlet Berdi kánnak, az Arany Horda uralkodójának feltételezett lánya, 1 leány:
    - (második házasságából): Teodóra (Katalin, Deszpina Hatun) (1438/40–1507 előtt), férje Uzun Haszan (1423–1478), Akkojunlu emírje, Irán királya, 4 gyermek, többek között:
      - Márta (Alam Sah Begum/Halima Begi Aga) (1460 körül–1522/3), férje Hajdar Szultán (–1488), a Szafavi-rend nagymestere, 3 fiú, többek között:
        - I. Iszmáíl perzsa sah (1487–1524)

  - Mária (1404 körül–1439), férje VIII. János (1392–1448) bizánci császár, nem születtek gyermekei
  - Sándor (?–1454/9), felesége Gattilusio Mária (?–1461 után), I. Teodór leszboszi úr lánya, 1 fiú
  - Dávid (1408 körül–1463), 1460-tól II. Dávid néven trapezunti császár, 1. felesége Gabrasz Mária (–1447 előtt) gotthiai hercegnő, 2. felesége Kantakuzénosz Ilona (–1463), 10 gyermek